# Al-Ahli Manama
Al-Ahli Sports Club of Manama (ar. النادي الأهلي البحريني) – bahrajński klub piłkarski grający w pierwszej lidze bahrajńskiej, mający siedzibę w mieście Manama.

## Historia
Klub został założony w 1936 roku. W swojej historii klub pięciokrotnie zostawał mistrzem Bahrajnu w sezonach 1968/1969, 1971/1972, 1976/1977, 1995/1996 i 2009/2010. Zdobył również osiem Pucharów Króla Bahrajnu w latach 1960, 1968, 1977, 1982, 1987, 1991, 2001 i 2003.

## Sukcesy
- I liga:

mistrzostwo (5): 1968/1969, 1971/1972, 1976/1977, 1995/1996, 2009/2010
- Puchar Króla Bahrajnu:

zwycięstwo (8): 1960, 1968, 1977, 1982, 1987, 1991, 2001, 2003

## Stadion
Domowe mecze klub rozgrywa na stadionie o nazwie Al Ahli Stadium, położonym w mieście Manama. Stadion może pomieścić 10000 widzów.